# Akim Zedadka
Akim Zedadka (arab. ‏حكيم زدادكة‎; ur. 30 maja 1995 w Pertuis) – algierski piłkarz występujący na pozycji prawego obrońcy w azerskim klubie Sabah Baku oraz w reprezentacji Algierii. Posiada również obywatelstwo francuskie.